# Гръко-френски колеж „Дьо ла Сал“
Гръко-френският колеж „Жан Батист дьо ла Сал“ (на гръцки: Ελληνογαλλικό Κολέγιο ΔΕΛΑΣΑΛ) е римокатолическо средно учебно заведение в град Солун, Гърция. Училището е основано в 1888 година, когато градът е все още в Османската империя, от монаси от ордена Братя на християнските училища (ласалианци).

## История
На 14 октомври 1888 година петима братя ласалианци пристигат в Солун от Александрия, Атина и Смирна. Техен водач е отец Олимпий. Още на следващия ден започват да преподават в помещенията на Солунската българска католическа гимназия на лазаристите. През 1895 година училището се премества във Франкомахала, в къщата на семейство Сарно на улица „Франки“ № 10, която орденът купува заедно с прилежащата земя (днешен адрес „Франки“ № 2-4). Там построяват ново училище, а в 1926 година нова сграда. През 1933 година училището се трансформира от френскоезичен колеж в Гръцко-френски колеж „Дьо ла Сал“ и се съобразява със съществуващите норми на гръцкото Министерство на образованието.
През 1968 година колежът се премества в нова сграда в предградието Юренджик (Певка), разположена в 60 декара борова гора. Тази земя е закупена от братята през 1902 година за 10 000 франка от Паскал Руджиеро, който я придобива от Сарно. През 1980 година постепенно училището става смесено. Към началото на XXI век училището има 650 ученици, като осигурява и ясли и детски градини и начално училище.